# McColo

在McColo被關閉後，SpamCop所觀察到的垃圾郵件數量顯著下降。

McColo是一家位於美國聖荷西的ISP，在2008年下半年因蓄意縱容恶意软件與殭屍網絡而被其上游Global Crossing與Hurricane Electric切斷其連線。

## 惡意流量
在2008年11月11日，Global Crossing與Hurricane Electric終止McColo的連線之後，SpamCop觀察到垃圾邮件的總量下滑超過三分之二，但在一段時間後，又慢慢恢復到原來的水平。這主要是因為McColo是市場上提供「Bulletproof Hosting」（即使收到反應，ISP仍然會讓伺服器維持運作）的主要廠商之一，而本來使用McColo的客戶轉移到其他ISP。
在成功關閉McColo後，許多人將焦點放在其他提供類似服務的ISP，如Russian Business Network。
在2008年11月18日時，McColo透過備援線路重新上線，但很快又被終止服務，之後公司就關閉了。
在McColo關閉後，受影響最大的是當時全世界最大的殭屍網路殭屍網路「Srizbi botnet」，在關閉前曾經超過50萬個節點。這個殭屍網路曾經在一天內發送600億封垃圾郵件，超過當時全世界垃圾郵件量（約1000億封）的一半。

## 註解
1. ↑  . 華盛頓郵報. 2008-11-12  [2010-03-19]. （原始内容存档于2020-12-19）.
2. ↑  .   [2010-03-19]. （原始内容存档于2010-03-12）.
3. ↑  .   [2010-03-19]. （原始内容存档于2017-12-31）.
4. ↑  .   [2010-03-19]. （原始内容存档于2020-11-09）.
5. ↑  .   [2010-03-19]. （原始内容存档于2011-10-13）.
6. ↑  .   [2010-03-19]. （原始内容存档于2020-12-19）.
7. ↑  .   [2010-03-19]. （原始内容存档于2011-09-12）.
8. ↑  .   [2010-03-19]. （原始内容存档于2020-05-05）.
9. ↑  .   [2010-03-19]. （原始内容存档于2009-09-04）.

## 外部連結
- www.mccolo.com的備份 （英文）